# أش هاندلي
أش هاندلي (بالإنجليزية: Ash Handley) هو لاعب دوري الرغبي بريطاني، ولد في 16 فبراير 1996 في ليدز في المملكة المتحدة.